# اچ‌دی ۹۲۷۸۸
اچ‌دی ۹۲۷۸۸ یک ستاره است که در صورت فلکی سکستان قرار دارد.